# Hospoda Dřevěnka
Hospoda Dřevěnka, či jen Dřevěnka, místně nazývaná též Dřevák, je roubená stavba a nejstarší budova v Úpici (okres Trutnov, Královéhradecký kraj) na adrese Žižkova ulice čp. 92. První dochovaný záznam o ní pochází z roku 1559, existovala však již mnohem dříve. Stavba je od 22. dubna 1964 památkově chráněná, v roce 2010 byla zařazena mezi národní kulturní památky.

## Popis
Dřevěnka je patrový roubený trojdílný dům s pavlačí. Stavba je sroubena z nehraněných kuláčů, tento způsob roubení je typický pro nejstarší vrstvu lidové architektury v českém, ale i středoevropském prostoru. Povalbová, velmi příkrá střecha je vyšší než obě podlaží pod ní. Kryta je štípaným šindelem.
Interiér je vybílen vápnem, je v něm umístěno i několik technických památek:
- Dýmník – nálevkovitý útvar nad kamny, který sbíral dým z otevřeného ohně v místnosti a odváděl ho na půdu, odkud odcházel skrz střešní krytinu nebo otvor ve štítu.
- Pivovod – původní typické vybavení lokálů, které vede ze sklepa do sálu.

Pod stavbou jsou dva sklepy. Starší a větší neodpovídá svým půdorysem budově nad zemí, je zřejmě starší než Dřevěnka v podobě, jak je známá dnes. Na konci 18. nebo na začátku 19. století byl přistavěn druhý, menší sklep na skladování brambor.
Stavba je situována boční stranou ke komunikaci. Ve dvoře je dvojice hospodářských objektů.

## Historie
První písemné záznamy o Dřevěnce pocházejí z roku 1559, z trhových či gruntovních knih při převodech majitelů, již jako o dlouho existující nemovitosti. Dřevo zachované ve stavbě bylo, dle historického průzkumu, pokáceno v letech 1604–1605 a 1609–1610. Na počátku 17. století prošla budova velkou rekonstrukcí. Dříve zemědělská usedlost sloužila od roku 1735 nebo 1739 až do roku 1990 jako hospoda.
V roce 2007 převzalo Dřevěnku město od posledního majitele a proběhl stavebně historický průzkum. Roku 2010 byla zařazena mezi národní kulturní památky. V roce 2018 byla po deseti letech dokončena její rekonstrukce, která si vyžádala dvacet milionů korun. Náklady na rekonstrukci hradilo z velké část město, i díky státním a evropským dotacím.
V současnosti je zde expozice skanzenového typu, představující způsob života na malém městě ve 2. polovině 19. a v 1. polovině 20. století.

## Ocenění
V roce 2018 získalo město Úpice za záchranu Dřevěnky Cenu Národního památkového ústavu – Patrimonium pro futuro.